# Kweisi Mfume

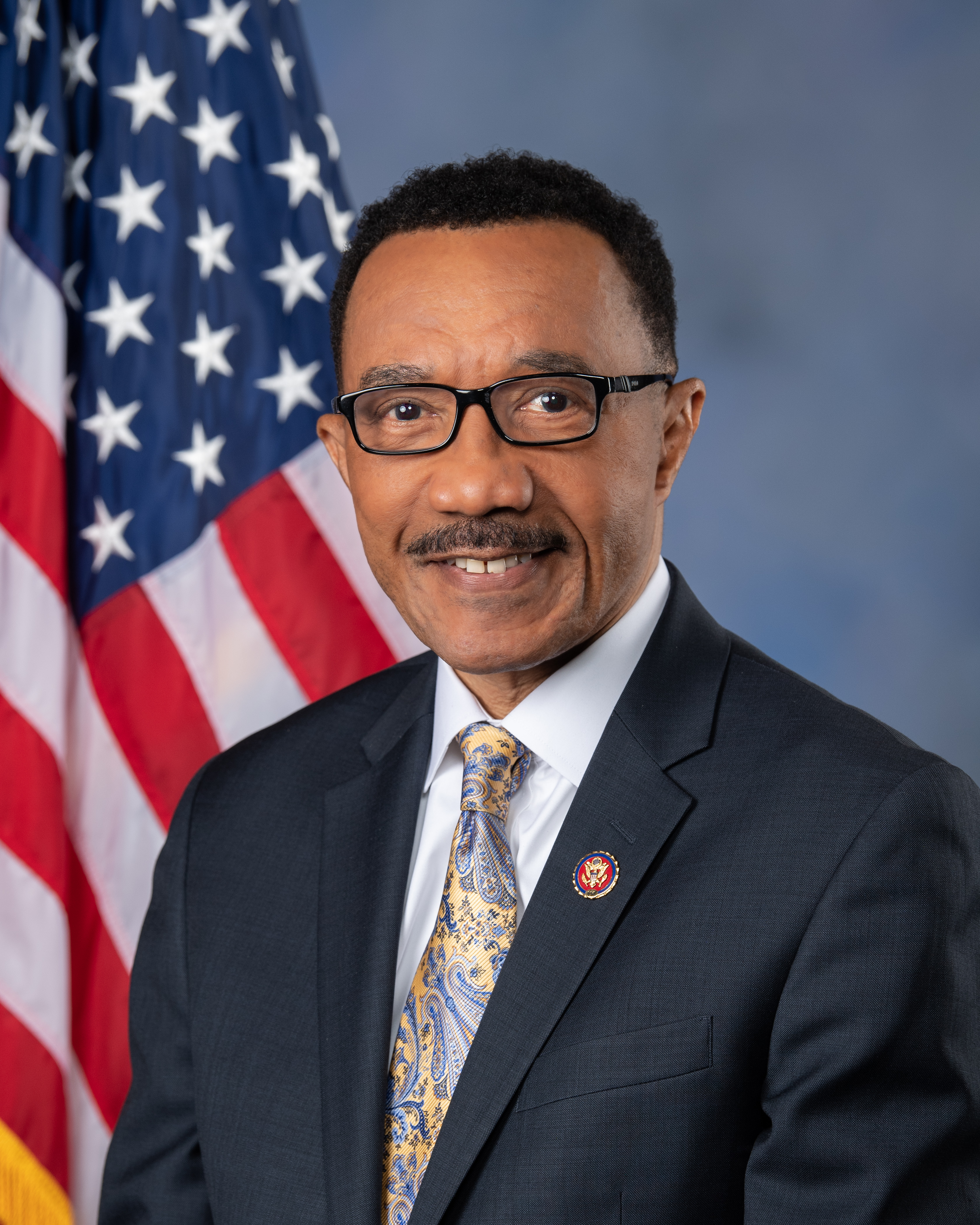
Kweisi Mfume (2020)

Kweisi Mfume (* 24. Oktober 1948 als Frizzell Gerard Gray in Baltimore, Maryland) ist ein US-amerikanischer Bürgerrechtler und Politiker der Demokratischen Partei. Zwischen 1987 und 1996 vertrat er den siebten Distrikt des Bundesstaats Maryland im US-Repräsentantenhaus. Seit 2020 vertritt er erneut denselben Sitz im US-Repräsentantenhaus.

## Privatleben
Frizzell Gray besuchte die öffentlichen Schulen seiner Heimat und studierte danach bis 1976 an der Morgan State University, ebenfalls in Baltimore. Während dieser Zeit änderte er seinen Namen offiziell in Kweisi Mfume („siegreicher Sohn von Königen“), um seine afrikanischen Wurzeln zu unterstreichen. 1984 beendete er seine Ausbildung nach einem Studium an der Johns Hopkins University. In den folgenden Jahren fungierte er als Assistenzprofessor an der Morgan State University. Außerdem war er Programmdirektor eines Radiosenders.
Er ist ein Mitglied im Bund der Freimaurer (Prince Hall Loge).

## Politik
Gleichzeitig schlug er als Mitglied der Demokratischen Partei eine politische Laufbahn ein. Zwischen 1979 und 1986 saß Mfume im Stadtrat von Baltimore.
Bei den Kongresswahlen des Jahres 1986 wurde er im siebten Distrikt von Maryland in das US-Repräsentantenhaus in Washington, D.C. gewählt, wo er am 3. Januar 1987 die Nachfolge von Parren Mitchell antrat. Nach vier Wiederwahlen konnte er bis zu seinem Rücktritt am 15. Februar 1996 im Kongress verbleiben. Mfumes Rücktritt erfolgte nach seiner Berufung zum Nachfolger von Earl Shinhoster als CEO der National Association for the Advancement of Colored People (NAACP), der bundesweiten Vereinigung zur Verbesserung der Lage der afroamerikanischen Bevölkerung. Diese Position bekleidete er bis 2004. Im selben Jahr kandidierte er in den Vorwahlen seiner Partei zur Wahl zum US-Senat, doch er unterlag Ben Cardin.
Nachdem Mfumes Nachfolger Elijah Cummings im Jahr 2020 im Amt verstorben war, erklärte Mfume, bei der Nachwahl als Kandidat der Demokratischen Partei für den siebten Wahlbezirk zu kandidieren. Die Nachwahl am 28. April 2020 gewann er hierbei deutlich.
Er konnte die reguläre Wahl 2020 am 3. November mit 71,6 % gegen die Republikanerin Kim Klacik klar gewinnen. Seine aktuelle, insgesamt siebte Legislaturperiode im Repräsentantenhaus des 117. Kongresses läuft noch bis zum 3. Januar 2023.
Bei der Primary (Vorwahl) seiner Partei für die Wahlen 2022 am 19. Juli konnte er sich mit 85 % gegen drei weitere Kandidaten durchsaetzen. Am 8. November 2022 trat er gegen Scott M. Collier von der Republikanischen Partei an und setzte sich erfolgreich gegen ihn durch. In der folgenden Vorwahl zur Kongresswahl 2024 erhielt er in seinem Wahlkreis in Baltimore 88,4 % der Stimmen und in der Hauptwahl gegen den Republikaner Scott Collier 80,4 % der Stimmen.
Seine aktuelle Legislaturperiode im 119. Kongress dauert noch bis zum 3. Januar 2027.

### Ausschüsse
Mfume ist aktuell Mitglied in folgenden Ausschüssen des Repräsentantenhauses:
- Committee on Education and Labor
  - Civil Rights and Human Services
- Committee on Oversight and Reform
  - Civil Rights and Civil Liberties
  - National Security
- Committee on Small Business (Vize-Vorsitz)
  - Contracting and Infrastructure (Vorsitz)
  - Oversight, Investigations, and Regulations